# Adénoïdectomie

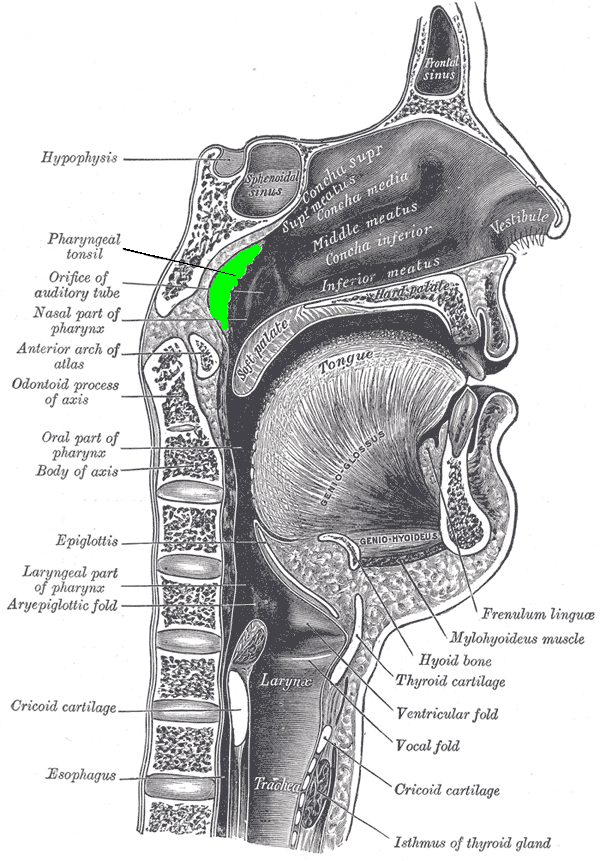
Emplacement des végétations

L'adénoïdectomie est l'ablation chirurgicale des végétations adénoïdes. On y a recours lorsque ces végétations entraînent une otite chronique dite otite séreuse, voire une surdité ou lorsqu'elles gênent fortement la respiration nasale. Elle est également indiquée en cas de rhinopharyngite récidivante. L'opération est banale mais le temps de récupération, assez douloureux, dure de 2 à 3 jours.
Elle se pratique surtout chez les enfants, car, avec l'âge, le risque d'infection diminue et, si elle survient tout de même, la gêne causée n'est pas assez grande pour justifier une opération[précision nécessaire].
Une adénoïdectomie a lieu le plus souvent en ambulatoire : le patient, à qui ont été prescrits des analgésiques, peut rentrer chez lui quelques heures après l'opération.

## Indications
Les indications principales de l'adénoïdectomie sont :
- les rhinopharyngites récidivantes avec hypertrophie adénoïdienne ;
- les rhino-sinusites subaiguës ou chroniques avec adénoïdite ;
- les otites séreuses ou séro-muqueuses résistantes au traitement médical ;
- un syndrome d'obstruction chronique des voies aériennes supérieures (hypertrophie des végétations et des amygdales) ;
- un retentissement de l'obstruction aérienne sur la fonction pulmonaire ;
- complication par dissémination infection endologique sous-jacente type auto immunologie et infection digestive basculant de l'œsophage au larynx avec récidives ;
- contamination (climatisation, etc.) par des mycéliums provoquant des infections à répétition ;
- infections récidivantes avec risque de complication par dissémination des voies aériennes des patients à risque par neutropénie (immunosuppresseur, cas des insuffisants respiratoires).

## Évaluation de l'efficacité
Chez l'enfant de moins de deux ans, elle n'a pas d'effet démontré sur la récurrence des otites, non plus pour les infections respiratoires hautes récidivantes chez l'enfant de moins de 6 ans où elle ne fait pas mieux qu'une attitude attentiste.
Le niveau de preuve de l'efficacité de l'adénoïdectomie reste faible et la décision de l'indication de ce traitement reste essentiellement empirique. La fréquence de cette intervention varie d'ailleurs considérablement suivant le pays, six fois plus en Irlande du Nord par rapport au Canada par exemple.